# Fiordo Amerloq
El fiordo Amerloq es un fiordo de 36 km (22,4 mi) de largo en el municipio de Qeqqata, en el oeste de Groenlandia. El fiordo desemboca en el estrecho de Davis, justo al sur de Sisimiut, cuyo antiguo nombre inuit también era "Amerloq".

## Historia
El fiordo de Amerloq – conocido entonces como fiordo de Rammel – fue escenario del asesinato por parte de los inuit del navegante dano-inglés James Hall el 12 o 22 de julio de 1612. Los inuit todavía estaban indignados por el secuestro danés de varias personas durante una de las expediciones de Christian IV en 1605, durante la cual Hall sirvió como piloto de John Cunningham.

## Geografía

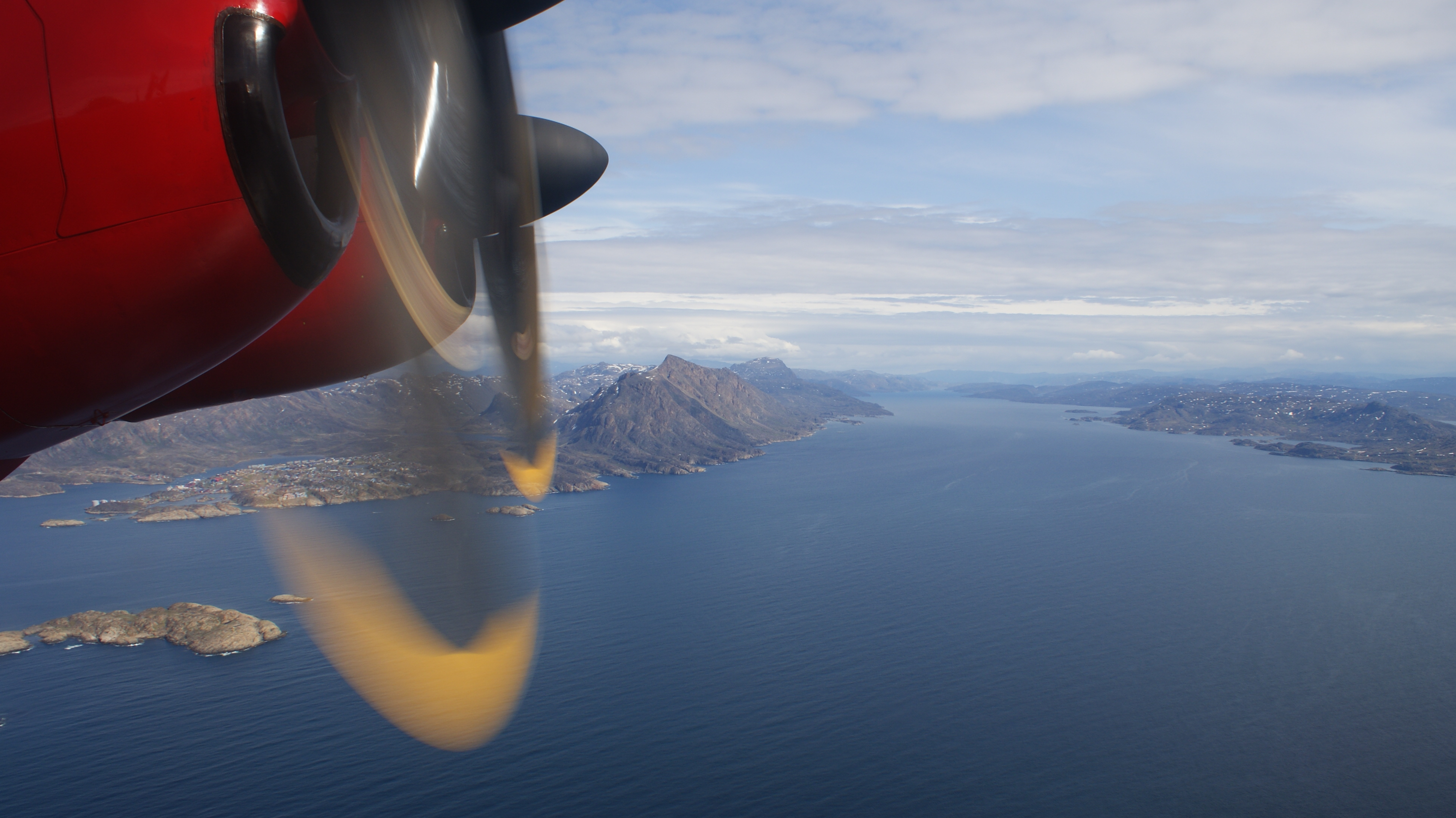
Vista aérea del fiordo Amerloq, Nasaasaaq y la isla Sarfannguit

La cabecera del fiordo tiene la particularidad de conectarse a través de un canal muy estrecho con el fiordo Ikertooq, más ancho. Desde el sur, el fiordo está delimitado por la larga isla Sarfannguit en el centro y el este, y por la isla más pequeña de Maniitsorsuaq en el oeste. Los arrecifes Qeqertarmiut y Annertusoq separan la desembocadura del fiordo de la bahía de Kangerluarsunnguaq en el norte.

### Asentamientos
Hay dos asentamientos en las cercanías del fiordo Amerloq. En la desembocadura del fiordo, la ciudad de Sisimiut llega hasta el mar en su parte más meridional. En el otro extremo del fiordo, en el estrecho canal entre el continente y la isla Sarfannguit, el pequeño asentamiento de Sarfannguit ocupa el promontorio de la isla.

## Transporte
Royal Arctic Line ofrece servicios de ferry semanales desde Sarfannguit a Sisimiut e Itilleq, un asentamiento más al sur en la costa del estrecho de Davis. Los barcos navegan a lo largo de todo el fiordo.
Sisimiut funciona como un puerto de escala para la Arctic Umiaq Line, estableciendo enlaces con Ilulissat y Aasiaat en la zona de la bahía de Disko, así como con diversas localidades costeras en el suroeste y sur de Groenlandia.